# Bandeira da província de La Rioja
A Bandeira de La Rioja é um dos símbolos oficiais da Província de La Rioja, uma subdivisão da Argentina.  Foi adotada criada pela Assembleia Constituinte provincial em 14 de agosto de 1986. Embora a bandeira tenha um desenho característico próprio é claramente inspirada nas bandeiras de José Artigas e na bandeira do Exército dos Andes, que também inspirou a da província de Mendoza.

Bandeira de Artigas

Bandeira do Exército dos Andes

## Descrição
Seu desenho consiste em um retângulo dividido horizontalmente em duas faixas de mesma largura, sendo a superior branca e a inferior azul. Há também uma terceira faixa na cor vermelha diagonal que vai da parte inferior esquerda para a superior direita. No centro há dois ramos formando uma laurel.

## Simbolismo
As cores predominantes na bandeira, o azul e o branco, são as cores nacionais argentinas.
Os elementos presentes possuem simbolismo previsto em lei
- O laurel com suas flores representam os dezoito departamentos da província.